# Leptataspis polyxenia
Leptataspis polyxenia är en insektsart som beskrevs av Schmidt 1910. Leptataspis polyxenia ingår i släktet Leptataspis och familjen spottstritar. Inga underarter finns listade i Catalogue of Life.